# Carl Hagenbeck
Carl Gottfried Wilhelm Heinrich Hagenbeck (10. června 1844 Hamburk – 14. dubna 1913 tamtéž) byl německý obchodník s exotickými zvířaty.
Po svém otci, zámožném hamburském obchodníku s rybami, zdědil soukromý zvěřinec a výrazně ho rozšířil. Od roku 1875 putoval po Evropě s komerčně velmi úspěšnou expozicí, která představovala publiku dosud málo známé živočichy. Podnikal výzkumné cesty do Afriky a zásoboval zvěří bohaté sběratele včetně panovnických dvorů. Využíval také agenty z řad cestovatelů a přírodovědců, jako byli Johan Adrian Jacobsen nebo Hans Schomburgk. Podílel se na dovozu velbloudů do Německé jihozápadní Afriky, kde měli pomáhat při kolonizaci území. Financoval rovněž pátrání po kryptidu mokele mbembe.
V roce 1907 otevřel v hamburské čtvrti Stellingen vlastní zahradu Tierpark Hagenbeck. Uplatnil zde své představy o moderní podobě zoologické zahrady, které dostaly název „Hagenbeckova revoluce“: zvířata neoddělovaly od návštěvníků mříže, výběhy byly prostorné a napodobovaly přírodní prostředí. V zahradě byly také instalovány sochy prehistorických zvířat, které vytvořil Josef Pallenberg.
Byl průkopníkem kontroverzních lidských zoo, v nichž vystavoval jako atrakci příslušníky přírodních národů jako Sámy, Polynésany nebo Núbijce, kteří předváděli výjevy ilustrující jejich původní způsob života.
Věnoval se také cirkusové drezuře, z níž se snažil odstranit brutální metody. Předváděl své sbírky na Světové výstavě 1893 v Chicagu, z jeho spojení s americkým podnikatelem Benjaminem Wallacem vznikl Hagenbeck–Wallace Circus.
V roce 1912 byl přijat do Německé akademie věd Leopoldina. Lovis Corinth vytvořil portrét Hagenbecka s jeho oblíbeným mrožem Pallasem.
Zemřel ve věku 68 let na uštknutí hadem. Jeho podnik pak převzali synové Lorenz a Heinrich.
Hagenbeckova vzpomínková kniha O zvířatech a lidech vyšla i v češtině (Orbis 1972, přeložil Jiří Pechar). Na motivy jeho osudů vznikly rozhlasové hry Besorgen Sie uns 2000 Dromedare – Eine Erinnerung an den großen Tiermeister Carl Hagenbeck a Ein Leben mit Tieren: Carl Hagenbeck.